# Gelbbrauner Zwergschwimmer
Der Gelbbraune Zwergschwimmer (Hydroglyphus pusillus, Synonyme: Guignotus pusillus, Hydroglyphus geminus) ist ein Schwimmkäfer und gehört mit den fünf in Mitteleuropa vorkommenden Arten der Gattung Bidessus und einer weiteren Art der Gattung (Hydroglyphus hamulatus) zu den kleinsten Arten der Familie. Die Käfer werden nur etwa 1,75 bis 2,25 mm groß.

## Merkmale
Der Gelbbraune Zwergschwimmer ist schlanker als Bidessus unistriatus. Er ist sehr variabel gezeichnet mit unterschiedlichen Anteilen von Dunkelbraun und Gelbbraun. Die Unterseite ist dunkelbraun bis schwarz. Kopf und Thorax sind weitgehend dunkelbraun, der Halsschild ist heller gelbbraun mit einer dunklen Binde am Vorder- und Hinterrand (beim verwandten Hydroglyphus hamulatus ist er einfarbig gelbbraun). Entlang der Flügeldeckennaht liegt ein scharf begrenzter dunkler Streifen (Nahtstreifen). In der hinteren Hälfte der Flügeldecken liegen beidseitig je ein großer und ein sehr kleiner dunkler Fleck, die oft als durchgehende Zackenbinde ineinander verlaufen können.

## Ähnliche Arten
- Bidessus unistriatus
- Glatter Kugelschwimmer (Hyphydrus ovatus)

## Ökologie
Die Art kommt in einer Vielzahl von Lebensräumen vor, darunter sowohl fließende wie auch stehende Gewässer, sie ist häufig in zeitweise austrocknenden (temporären) Gewässern zu finden. Weibchen der Art legen ihre Eier über einen längeren Zeitraum, jeweils einzeln, ab. Die Larvenentwicklung ist in sechs bis acht Wochen abgeschlossen. Die adulten Käfer sind gute Flieger und verlassen ihre oft nur kurzlebigen Wohngewässer regelmäßig, um neue Lebensräume zu suchen. Fliegende Käfer können mit Fensterfallen häufig und regelmäßig nachgewiesen werden.
Sowohl die adulten Käfer wie auch ihre Larven leben als Prädatoren (Räuber). Zum Beutespektrum gehören neben Mückenlarven auch planktonische Kleinkrebse wie Wasserflöhe und Hüpferlinge einschließlich ihrer Larvenstadien.

## Verbreitung
Die Tiere sind in ganz Europa, von Skandinavien bis zum Mittelmeergebiet, verbreitet und ziemlich häufig anzutreffen. Sie kommen darüber hinaus im größten Teil Asiens, nach Osten bis China vor.

## Ökonomische Bedeutung
Die Käfer haben große Bedeutung als Räuber (Prädatoren) von Stechmücken, z. B. auch der Gattung Anopheles. Sie gehören z. B. in  Reisfeldern der Poebene zu deren wichtigsten Fressfeinden. Andere Arten der Gattung haben in asiatischen Reisfeldern eine vergleichbare Bedeutung.